# Placa do Adriático

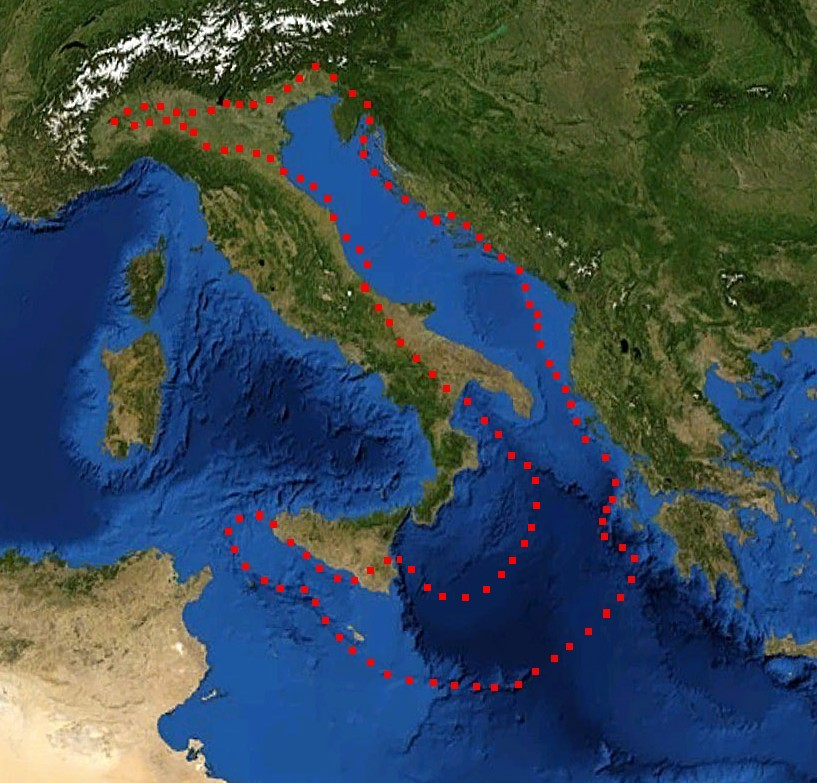
Fronteiras de microplacas do Adriático

A placa do Adriático, placa Adriática ou placa Apúlia é uma pequena placa tectônica que movimenta majoritariamente a crusta continental que se separou da placa africana ao longo da falha de transformação no período Cretáceo.    
O termo "placa Adriática" é geralmente usado quando se refere à parte norte da placa. Esta parte da placa foi deformada durante a orogenia alpina, quando a placa colidiu com a placa eurasiática. Acredita-se que a placa do Adriático se movimente independentemente desta última, na direção noroeste, com suaves rotações no sentido anti-horário.  A falha geológica que separa os dois atravessa os Alpes. Estudos indicam que, além de deformar-se, a crosta continental eurasiana submergiu-se parcialmente abaixo da placa do Adriático, um acontecimento incomum entre as placas tectônicas. 
A crusta oceânica da placa Africana também está submergindo sob a placa do Adriático ao longo das costas oeste e sul da Península Itálica, criando uma faixa de detritos variados que sobe do fundo do mar e continua em terra firme. Esta subducção também é responsável pelas vulcânicas do sul da Itália.   